# フレデリック・イングリング
フレデリック・イングリング（Frederick Yuengling、[ˈjɪŋlɪŋ] ( 音声ファイル) YING-ling)、1848年1月26日 - 1899年1月2日）は、アメリカ合衆国で最も歴史が長いブルワリー（ビール醸造所）D・G・イングリング&サンの2代目の社長、オーナー。

## 経歴
フレデリック・イングリングは、父デイヴィッド・イングリングとその妻であったエリザベス (Elizabeth)（旧姓：ベッツ (Betz)）との間の子として、1848年1月26日に生まれた。「Pennsylvania State College」と称していた時期のペンシルベニア州立大学に学び、次いでニューヨーク州ポキプシーのマンハッタン・ビジネス・スクール (Manhattan Business School) に学んだ。1871年、父はフレデリックをヨーロッパへ送って、醸造法をさらに学ばせ、彼はミュンヘン、シュトゥットガルト、ウィーンで学び続けた。
イングリングは、1873年4月3日にブルックリンでミナ・ドールマン (Minna Dohrman) と結婚した。ミナは、ニューヨークの「最上級の社会階層 (uppermost social class)」の娘であり、ペンシルベニア州の社交界の花形だった。新婚のふたりは、当時、裕福な者たちが住んでいることで知られていたアハントンゴ通り (Mahantongo Street) に新居を購入した。この家には、寝室6部屋、正式な居間、正式な食堂、音楽室、タイル張りの玄関路、スペイン製の水晶のシャンデリア、ドイツ製のステンドグラスの入った窓などがあった。
ある時、イングリングは、友人たちの一行をヨーロッパへグランドツアーに連れてゆき、ニューヨークに戻ってくるまで、彼らに「ビタ一文支払わせなかった」という。イングリングのブルワリーの最上階には、イングリングが友人たちを大いにもてなすために使った、有名な部屋があった。
イングリングと妻の間には、子供が二人いた。フランク・D・イングリングは1876年9月27日に生まれた。続いて、娘であるエディス・ルイーズ・イングリング (Edith Louise Yuengling) が1878年3月18日に生まれた。ルイーズは、1883年10月6日に5歳で早生した。このため、フランクは、夫妻の唯一の継承者となった。
1899年1月3日、『ニューヨーク・タイムズ』紙は、イングリングが、前日に肺炎で死去したと報じた。死去した時、イングリングは、もう少しで51歳になるところだった。『ニューヨーク・タイムズ』紙は、存命中のイングリングを何度か繰り返して取り上げていた。

## 事業
1873年、イングリングは、父のブルワリーの仕事に加わり、事業の名は、D・G・イングリング (D.G. Yuengling) から、D・G・イングリング&サン (D.G. Yuengling & Son) に変更された。
イングリングは、1889年に設立されたスクーカル電気鉄道会社 (the Schuylkill Electric Railway Company) の副社長も務めた。
さらに、イングリングは、もともと父がその座を占めていた、ポッツビル・ガス会社 (the Pottsville Gas Company) の社長職も務めた。また、ポッツビル水道会社 (the Pottsville Water Company) の支配人 (director) 兼金庫番  the safety deposit box) でもあったが、こちらもかつて父が務めていた役職だった。